# Mecaphesa lowriei
Mecaphesa lowriei es una especie de araña cangrejo del género Mecaphesa, familia Thomisidae, orden Araneae.

## Distribución
Esta especie se encuentra en los Estados Unidos.

## Taxonomía
Fue descrita científicamente por Schick en 1970.
Tratamiento taxonómico
La especie aparece registrada y publicada en A new thomisid from California. Notes of the Arachnologists of the Southwest 1: 9–15.